# Team Eurosped 2022-2023
Questa voce raccoglie le informazioni riguardanti il Team Eurosped nelle competizioni ufficiali della stagione 2022-2023.

## Stagione
Il Team Eurosped partecipa alla stagione 2022-23 senza alcuna denominazione sponsorizzata. 
Partecipa all'Eredivisie, ritirandosi dal torneo il 16 gennaio 2023 e vedendo tutti i propri risultati cancellati; si ritira anche dalla Coppa dei Paesi Bassi prima ancora di scendere in campo, vedendo la propria avversaria degli ottavi avanzare direttamente al turno seguente.

## Organigramma societario
Area direttiva
- Presidente: Marcel Jansink

Area tecnica
- Primo allenatore: Jeffrey Scharbaai

## Rosa
| N° | Nome                  | Ruolo | Data di nascita  | Nazionalità sportiva |
| -- | --------------------- | ----- | ---------------- | -------------------- |
| 1  | Ronja Kruber          | L     | 21 marzo 1998    | Germania             |
| 2  | Daphne Broekhuis      | P     | 29 aprile 2001   | Paesi Bassi          |
| 3  | Anneclaire ter Brugge | O     | 20 febbraio 2002 | Paesi Bassi          |
| 4  | Evie van Kerkvoorde   | S     | 20 aprile 2001   | Paesi Bassi          |
| 5  | Luna Broekhuis        | L     | 14 maggio 2003   | Paesi Bassi          |
| 6  | Ilse Sinnige          | C     | 26 marzo 2000    | Paesi Bassi          |
| 7  | Charlot Vellener      | P     | 30 maggio 2001   | Paesi Bassi          |
| 8  | Lavinia Maiorano      | O     | 10 luglio 2001   | Paesi Bassi          |
| 9  | Eline Geerdink        | C     | 3 maggio 2000    | Paesi Bassi          |
| 10 | Maureen van der Woude | C     | 20 maggio 2000   | Paesi Bassi          |
| 11 | Sarah Knol            | S     | 18 gennaio 2001  | Paesi Bassi          |
| 14 | Noa de Vos            | S     | 24 aprile 2004   | Paesi Bassi          |

## Statistiche

### Statistiche di squadra
| Competizione          | Punti | In casa | In casa | In casa | In trasferta | In trasferta | In trasferta | Totale | Totale | Totale |
| Competizione          | Punti | G       | V       | P       | G            | V            | P            | G      | V      | P      |
| --------------------- | ----- | ------- | ------- | ------- | ------------ | ------------ | ------------ | ------ | ------ | ------ |
| Eredivisie            | 19    | 7       | 4       | 3       | 9            | 2            | 7            | 16     | 6      | 0      |
| Coppa dei Paesi Bassi | -     | 0       | 0       | 0       | 0            | 0            | 0            | 0      | 0      | 0      |
| Totale                | -     | 7       | 4       | 3       | 9            | 2            | 7            | 16     | 6      | 0      |

Gli incontri presenti nel computo sono stati tutti successivamente annullati in seguito al ritiro del club.

### Statistiche delle giocatrici
Dati non disponibili.